# Exochomus quadripustulatus
Exochomus quadripustulatus је инсект из реда тврдокрилаца (Coleoptera) и породице бубамара (Coccinellidae).

## Распрострањење и станиште
Настањује целу Eвропу (изузев Исланда). Честа је у Србији, мада је ређа на већим надморским висинама у југозападном делу.

## Опис
Exochomus quadripustulatus је мала бубамара црне боје. Јувенилне јединке могу дуго задржати црвеносмеђу боју. Црна покрилца носе на себи црвене мрље, две у облику запете ближе пронотуму и две тачке на централном делу. Тело јој је дугачко 3–5 mm.

## Галерија
- Ларва
- Лутка